# 문일택
문일택은 대한민국의 배우이다.

## 출연작

### 영화
- 《아티스트: 다시 태어나다》 (2017년) - J2A직원 역
- 《날, 보러와요》 (2016년) - 목소리 출연
- 《미션: 톱스타를 훔쳐라》 (2015년) - 건달 7 역
- 《위험한 상견례 2》 (2015년) - 달식변장경찰 역
- 《세상의 끝》 (2014년) - 쭈꾸미 역

### 드라마
- 《국가대표 와이프》 (2021년~2022 KBS1) - 문정규 역
- 《날라리 시리즈》 (2016년, 웹드라마) - 문과장 역
- 《세여자 가출소동》 (2014. kbs2) - 건달2 역
- 《홀리랜드》 (2012년, Superaction) - 진성회 문일택 역
- 《금이야 옥이야(2023년) 동규철의 비서역》